# Капские златокроты
Капские златокроты (Chrysochloris) — род млекопитающих из семейства златокротовых, с коротким вальковатым бесхвостым телом, громадными серповидными когтями на передних лапах и металлическим блеском шерсти. Зубов 36 или 40. Виды, принадлежащие этому роду, водятся в Южной Африке.

## Виды
- Капский златокрот (Chrysochloris asiatica)
- Златокрот Брума (Chrysochloris visagiei)
- Златокрот Штульмана (Chrysochloris stuhlmanni)